# Woda krystalizacyjna
Woda krystalizacyjna – woda wbudowana w różny sposób w sieć przestrzenną kryształu. Tego rodzaju kryształy nazywa się hydratami. 
We wzorach hydratów podaje się liczbę cząsteczek wody, przypadających na jedną cząsteczkę związku chemicznego: np. CuSO4×5H2O. Hydraty mają często diametralnie różne własności fizyczne niż kryształy bezwodne tego samego związku chemicznego, m.in. inną barwę i inną temperaturę topnienia.